# Nom de code : Mémé Ruth
 (janvier 2021).
Si vous disposez d'ouvrages ou d'articles de référence ou si vous connaissez des sites web de qualité traitant du thème abordé ici, merci de compléter l'article en donnant les références utiles à sa vérifiabilité et en les liant à la section « Notes et références ».
Nom de code : Mémé Ruth est un roman policier de Alice Quinn, paru en 2017 (version numérique) et publié en version papier en 2019 chez Alliage association. Il constitue le quatrième tome de la série Au pays de Rosie Maldonne.

## Résumé
Rosie Maldonne aide une étonnante SDF qui l'envoie en émissaire au Yacht Club de Monaco porter des messages à un « inventeur » de trésors maritimes. De surprises en découvertes, elle va se rendre compte que tout la conduit vers le passé de sa grand-mère Ruth pendant la Seconde Guerre mondiale.

## Édition
1. Nom de code : Mémé Ruth (2017). Cannes : Alliage association, 02/2019, 424 p.  (ISBN 979-10-227-9481-7)